# Stimmhafter velarer Frikativ
Der stimmhafte velare Frikativ ist ein stimmhafter Konsonant, der durch Annäherung des hinteren Zungenrückens an das Gaumensegel (Velum) gebildet wird. Es entsteht dabei also kein Verschluss, sondern ein Reibelaut. Er hat in verschiedenen Sprachen folgende lautliche und orthographische Realisierungen:
- Deutsch: in einigen deutschen Dialekten, bspw. im Berlinerischen, wird das g in Wagen bzw. in Vogel als „weiches g“ realisiert, wodurch es sich dem stimmhaften uvularen Frikativ („Zäpfchen-r“), also etwa der Aussprache „Waren“ oder „Vorel“, nähert. Auch im Moselfränkischen gibt es Lautregeln, die intervokalisches g (auch d) bei nachfolgendem e in diesen Laut umwandeln, wie die Silbe [oːɣ] in plore [ˈploːɣə] ,pflügen‘ oder [uɣ] in Furel [ˈfuɣəl] ,Vogel‘.
- Irisch: Entspricht gh und dh am Wortanfang (als Lenition von g bzw. d) vor a, ae, ao, o, u.
- Neugriechisch: Entspricht dem Gamma (γ) vor zentralen oder hinteren Vokalen oder vor Konsonanten.
  - Beispiele: μεγάλος [mɛˈɣɑlɔs] ,groß‘, γράφω [ɣɾˈɑfɔ] ,ich schreibe‘.
- Niederländisch: ein Allophon des stimmlosen velaren Reibelautes [⁠x⁠].
- Spanisch: Entspricht g am Ende einer Silbe oder in den Kombinationen ga, gl, go, gr, gu, gue, güe, gui, güi, wenn es nicht im absoluten Anlaut oder nach einem Nasal steht (an anderen Stellen stimmhafter velarer Plosiv).
  - Beispiele: magnífico [maɣˈnifiko] ,großartig, prachtvoll‘, peligro [peˈliɣɾo] ,Gefahr‘.

Eine Variante, die von diesem Zeichen aber zu unterscheiden ist, ist das hochgestellte Zusatzzeichen [...ˠ], das die Velarisierung des vorhergehenden Lautes bezeichnet.